# Модель Скотта
Модель Скотта - горизонтальни нитка, на якій на рівній відстані один від одного підвішені маятники, які можуть коливатися у площинах, ортогональних горзонтальній нитці. 
В рамках моделі Скотта коливання маятників можна описати за допомогою рівнянь синус-Гордона:
{\displaystyle mR^{2}{\frac {\partial ^{2}\varphi }{\partial t}}=-mgR\sin \varphi +K'a^{2}{\frac {\partial ^{2}\varphi }{dz^{2}}},}
де функція {\displaystyle \varphi (z,t)} описує кутові відхилення маятників від положення рівноваги, {\displaystyle m} - маси маятників, {\displaystyle R} - довжина ниток підвішування, {\displaystyle g} гравітаційна стала, {\displaystyle K'} - крутильна жорсткість пружин, {\displaystyle a} - відстань між точками підвішування. 

## Коливання азотистих основ у ДНК
Першими збіжність між коливаннями маятників у моделі Скотта й коливаннями азотистих основ у ДНК помітили Інглендер й співавтори [Englander, Kallenbach та ін, 1980]. У випадку із ДНК аналогом вантажів маятника є азотисті основи, аналогом осі обертання - цукрово-фосфаний остов, аналогом гравітаційного потенціалу - поле, яке наводиться другою ниткою й яке проявляється через водневі взаємодії між основами всередині пар. 

Фрагмент подвійної спіралі ДНК, яка складається з трьох пар основ виду GC або AT. Відстань між основами уздовж ланцюга a=3,4 Ангстрем, відстань між парами h=16,15 Ангстрем

На малюнку білі й чорні прямокутники відповідають парам основ AT або GC, а лінії - скелету подвійної спіралі. Гамільтоніан для цієї моделі має вигляд
{\displaystyle H=\sum _{n}{\frac {1}{2}}[(I_{1}{\dot {\varphi }}_{n,1}^{2}+I_{2}{\dot {\varphi }}_{n,2}^{2})+\varepsilon _{1}\sin ^{2}{\frac {\varphi _{n+1,1}-\varphi _{n,1}}{2}}+\varepsilon _{2}\sin ^{2}{\frac {\varphi _{n+1,2}-\varphi _{n,2}}{2}}+V(\varphi _{n,1},\varphi _{n,2})]}
де {\displaystyle V(\varphi _{n,1},\varphi _{n,2})=k_{1}(1-\cos \varphi _{n,1})+k_{1}(1-\cos \varphi _{n,2})+k_{2}(1-\cos(\varphi _{n,1}-\varphi _{n,2})).}
Тут {\displaystyle \varphi _{n,1},\varphi _{n,2}} - кути повороту азотистих основ у {\displaystyle n}-них вузлах першого і другого ланцюга відповідно, {\displaystyle I_{1},I_{2}} - моменти інерції основ першого й другого ланцюга відповідно, {\displaystyle \varepsilon _{1},\varepsilon _{2}} - коефіцієнти пружного зв'язку, {\displaystyle k_{1},k_{2}} - жорсткість взаємодії сусідніх основ у одному та різних ланцюгах відповідно. 

## Див.також
- Рівняння Кортевега де Фріза
- Рівняння синус-Ґордона
- Ланцюг Тоди
- Метод ізоспектральної деформації